# Haddaway
Nestor Alexander Haddaway (Port of Spain, 9 januari 1965) is een Trinidadiaans-Duits zanger die in de eerste helft van de jaren 90 van de 20e eeuw enkele grote hits scoorde. Zijn eerste en tevens bekendste hit What is love uit 1993 haalde in veel landen, waaronder Nederland, de nummer 1-positie.

## Biografie
Haddaway werd geboren in Trinidad en Tobago, als zoon van een Nederlandse zeebioloog en een lokale verpleegster. Hij groeide op in de Verenigde Staten. Als kind was hij extreem verlegen en had hij last van stotteren. 
Hij studeerde Marketing en Beleid aan de universiteit van Washington D.C. Na zijn studie vertrok hij in 1987 naar Keulen, waar hij nog enige tijd professioneel American-footballspeler was voor de Cologne Crocodiles. De belangrijkste reden voor hem om naar Keulen te vertrekken was echter om een carrière in de muziek en de dans te beginnen.
In 1993 scoorde hij zijn eerste hit met What Is Love. Dit nummer was oorspronkelijk geschreven als een ballad, maar werd door Haddaway in de dance-uitvoering een grote hit. Zijn latere hit Life klonk ongeveer hetzelfde als What Is Love en werd ook een grote hit. I Miss You en Rock My Heart volgden.
In de jaren die volgden bracht hij nog diverse albums en singles uit, die echter niet meer zo succesvol waren als zijn eerste twee hits. Op zijn tweede album The Drive (1995) stond onder meer de hit Fly Away, naast een eigen versie van het vaak gecoverde lied The First Cut Is the Deepest (oorspronkelijk van Cat Stevens). 
In 2003 werd What is love geremixt en opnieuw uitgebracht. In 2014 werd er door de Canadese zangeres Kiesza een coverversie van gemaakt.
In 2005 volgden de single Spaceman en het album Pop Splits. In totaal verkocht Haddaway wereldwijd meer dan 20 miljoen cd's.
Haddaway is behalve zanger en danser ook stylist en choreograaf. Hij heeft ook een eigen modebedrijf, genaamd Energy.

## Discografie

### Albums
| Album met eventuele hitnotering(en) in de Nederlandse Album Top 100 | Datum van verschijnen | Datum van binnenkomst | Hoogste positie | Aantal weken | Opmerkingen |
| ------------------------------------------------------------------- | --------------------- | --------------------- | --------------- | ------------ | ----------- |
| The Album                                                           | 1993                  | 25-09-1993            | 13              | 40           |             |
| The Drive                                                           | 1995                  | 15-07-1995            | 56              | 12           |             |

### Singles
| Single met eventuele hitnotering(en) in de Nederlandse Top 40 | Datum van verschijnen | Datum van binnenkomst | Hoogste positie | Aantal weken | Opmerkingen                            |
| ------------------------------------------------------------- | --------------------- | --------------------- | --------------- | ------------ | -------------------------------------- |
| What Is Love                                                  | 1993                  | 17-04-1993            | 1(6wk)          | 18           | nr. 1 in de Mega Top 50 / Alarmschijf  |
| Life                                                          | 1993                  | 07-08-1993            | 3               | 13           | nr. 3 in de Mega Top 50                |
| I Miss You                                                    | 1993                  | 11-12-1993            | 21              | 8            | nr. 17 in de Mega Top 50               |
| Rock My Heart                                                 | 1994                  | 02-04-1994            | 12              | 9            | nr. 17 in de Mega Top 50               |
| Fly Away                                                      | 1995                  | 06-05-1995            | 9               | 7            | nr. 10 in de Mega Top 50               |
| Catch a Fire                                                  | 1995                  | 19-08-1995            | 17              | 6            | nr. 23 in de Mega Top 50 / Alarmschijf |

| Single met hitnotering(en) in de Vlaamse Ultratop 50 | Datum van verschijnen | Datum van binnenkomst | Hoogste positie | Aantal weken | Opmerkingen               |
| ---------------------------------------------------- | --------------------- | --------------------- | --------------- | ------------ | ------------------------- |
| Fly Away                                             | 1995                  | 13-05-1995            | 15              | 13           |                           |
| Catch a Fire                                         | 1995                  | 19-08-1995            | 6               | 14           |                           |
| What About Me                                        | 1997                  | 30-08-1997            | 47              | 1            |                           |
| What Is Love 2K9                                     | 2009                  | 29-08-2009            | 41              | 4            | Door Klaas meets Haddaway |

### NPO Radio 2 Top 2000
| Nummer met noteringen in de NPO Radio 2 Top 2000 | '14  | '15  | '16  | '17  | '18  |
| ------------------------------------------------ | ---- | ---- | ---- | ---- | ---- |
| What Is Love                                     | 1893 | 1702 | 1850 | 1796 | 1999 |

1. ↑  Een vetgedrukt getal geeft de hoogste notering aan.
2. ↑  2014 was het eerste jaar met een notering voor dit nummer.
3. ↑  Deze tabel is bijgewerkt tot en met de laatste editie (2024).

## Trivia
- Tijdens de wereldtournee volgend op zijn nummer 1-hit What is Love werd hij vergezeld door Wendy van Dijk, die als een van de vaste danseressen meereisde.

- Bibsys: 10007410
- Bibliothèque nationale de France: cb13964067m (data)
- Gemeinsame Normdatei: 134809998
- International Standard Name Identifier: 0000 0000 7839 5998
- Library of Congress Control Number: no94025250
- MusicBrainz: 6508cf1d-4da2-4d71-81ec-0e072338991f
- Nationale Bibliotheek van Tsjechië: xx0064634
- Nationale Bibliotheek van Israël: 987008816737305171
- SNAC: w67w7qbs
- Système universitaire de documentation: 086950665
- Virtual International Authority File: 73430454